# Гемельгаузен
Гемельгаузен (нім. Hämelhausen) — громада в Німеччині, розташована в землі Нижня Саксонія. Входить до складу району Нінбург. Складова частина об'єднання громад Графшафт-Гоя.
Площа — 9,07 км2. Населення становить 578 ос. (станом на 31 грудня 2021).